# Беннігсен Леонтій Леонтійович
Леонтій Леонтійович Беннігсен, Левін Август Готліб Теофіл фон Беннігсен (нім. Levin August Gottlieb Theophil von Bennigsen; рос. Ле́вин А́вгуст Го́тлиб Теофи́ль фон Бе́ннигсен; нар.10 лютого 1745 р., Брауншвейг — †3 жовтня 1826 р., Бантельн) — барон, граф (1813), генерал від кавалерії на російській службі, прославився як командувач російської армії в битві при Прейсіш-Ейлау проти Наполеона — ця генеральна битва під його проводом стала першою, де Наполеон не зміг здобути впевнену перемогу.

## Життєпис
Родом з давнього баронського роду з курфюрства Ганновер; син барона Левіна Фрідріха Беннігсена (1700—1762), службу розпочав 14-річним хлопчиком у ганноверській піхоті, брав участь у Семирічній війні.
У 1773 році перейшов з підполковників ганноверської армії на службу в Росію, яка в той час вела війну з Туреччиною. Прийнятий з чином прем'єр-майора у Вятський мушкетерський полк. У 1774 році бився проти турків, перебуваючи в армії Румянцева, а 1787 року отримав чин полковника і призначений командиром Ізюмського легкокінного полку, з яким брав участь у кампаніях 1789 і 1790 років і відзначився при штурмі Очакова та при взятті Бендер.
Масон, відвідував ложі в Ганновері і Гамбурзі. У 1775 році став членом-засновником московської ложі «Щирість» (Чистосердечие).
У 1792 році, під час дій проти польських конфедератів, командував особливим «летючим загоном», брав участь у битві під Міром, а потім разом з генералом Ферзеном взяв Несвізький замок; виконував доручення під Зельвою, Вовковиськом і при ураженні головних сил ВКЛ під Берестям. У 1794 році розбив поляків під Ліпнішками і Соламі (за що був нагороджений чином генерал-майора), а потім, переправившись уплав через р. Німан, здійснив несподіваний напад на російського ворога, що стояв у Оліта, і завдав йому поразки. У боях, що відбувалися під Вільно, взяв 7 гармат, за що був нагороджений орденом Св. Георгія 3-го класу. Після закінчення війни отримав великі маєтки, мав 1080 кріпаків у Слуцькому повіті Мінської губернії.
У 1796 році брав участь у війні з Персією і проявив особливі заслуги при взятті Дербента.
14 лютого 1798 року отримав звання генерал-лейтенанта, але через зв'язки з братами Зубовими потрапив в опалу, і вже 30 вересня 1798 році вийшов у відставку.
Був одним з активних учасників змови 11 березня 1801 року, що призвела до вбивства імператора Павла I: проник із вбивцями в його спальню (про що свідчать його записки). 15 березня Беннігсен знову прийнятий на службу, 11 липня призначений Литовським генерал-губернатором. 11 червня 1802 року отримав звання генерала від кавалерії.
У 1805 році був начальником однієї з російських армій, відправлених на допомогу Австрії проти Наполеона, але взяти участь у військових діях не встиг. У кампанію 1806 року за битву при Пултуську отримав орден Святого Георгія 2-го ступеня. 1 січня 1807 року призначений головнокомандувачем замість графа Каменського. Воював у битві при Бергфріді. 26-27 січня в кровопролитній битві при Прейсиш-Ейлау стримав натиск французької армії, очолюваної Наполеоном, нагороджений орденом Св. Апостола Андрія Первозванного і 12 тисячами рублів щорічної пенсії. Весною того ж року розбив маршала Нея в Гуттштадті, потім дав відсіч Наполеону біля Гейльсберга, але влітку був розбитий під Фрідландом.
Після поразки 26 червня 1807 року замінений на посту головнокомандувача графом Буксгевденом. У суспільстві й армії всю провину за поразки поклали на Беннигсена. В умовах патріотичного піднесення проти нього працювала й та обставина, що він не говорив російською мовою на службі в Російській імперії, будучи підданим англійської монархії. Був змушений покинути армію і виїхати у свій маєток.
Повернувся на службу 27 квітня 1812 року з призначенням на службу при імператорові Олександрі I без певних доручень, супроводжував його у Вільну.
12 червня 1812 року, коли наполеонівські війська почали переходити р. Німан, у своєму заміському палаці в Закреті Беннігсен організував бал, на якому був присутній Олександр I. На початку війни 1812 року був залишений без певної посади при Головній квартирі 1-ї Західної армії, до того ж командувачам 1-ї і 2-ї Західними арміями генералам Барклаю-де-Толлі і Багратіону було «рекомендовано» в усьому з ним радитися.
Був одним з керівників опозиції Барклаю-де-Толлі, критикуючи практично всі його накази. У середині серпня 1812 року Барклаю-де-Толлі вдалося все-таки видалити Беннігсена з армії. Але в Торжку Беннігсен зустрів призначеного на головнокомандувача Кутузова, який оголосив про призначення його начальником Головного штабу армії.
Брав участь у Бородінській битві. Як начальник Головного штабу склав диспозицію (план битви) для російської армії. На думку деяких істориків, ця диспозиція була в цілому невдалою і призвела до величезних втрат російської армії під час битви. Напередодні бою попрямував на лівий фланг у корпус Тучкова й віддав розпорядження негайно виступити з Утицкого лісу вперед на відкрите місце й зайняти позиції лівіше армії Багратіона. У підсумку корпус Тучкова і Московське ополчення зазнали марних втрати. Прихований контрудар у фланг і тил французької армії був зірваний. Проте був нагороджений за Бородінський бій орденом Св. Володимира 1 ст.
Після Бородіно на знаменитій нараді у Філях відстоював необхідність дати Наполеону новий генеральний бій під стінами Москви, для бою він обрав оптимальну з точки зору оборони неприступну позицію між Філямі й Воробйовими горами з двома висотами на Поклонній горі в центрі, зміцнивши її глибоким ескарпом (нині Мінська вулиця), але не отримав підтримки Кутузова. Фактично очолив в армії опозицію Кутузову, тим більше, що той фактично відсторонив його від керівництва штабом.
Керував боєм при Тарутині, де був поранений. Неузгодженість на полі бою викликала загострення давнього конфлікту Кутузова й Беннігсена, який звинуватив Кутузова в неправильному командуванні, у деяких випадках навіть віддавав накази через голову головнокомандувача. 30 жовтня Кутузов писав дружині: «Беннігсена майже до себе не пускаю і скоро відправлю».
15 листопада, за офіційною версією через зіпсоване здоров'я, Беннігсен, був нагороджений за битву в Тарутині алмазними знаками до ордена Св. Андрія Первозванного і 100 тисячами рублів, був відправлений у Калугу чекати нового призначення. Залишок війни провів у м. Лузі.
У 1813 році призначений головнокомандувачем резервною армією, що формувалася в Польщі. У кінці вересня 1813 року польська армія прийшла в Богемію на посилення російських військ, що діяли проти Наполеона.
3 жовтня Беннігсен, слідуючи на з'єднання з Головною армією до Лейпцигу, розбив маршала Сен-Сіра при Доні, близько Дрездена; 6 і 7 жовтня брав участь у битві під Лейпцигом. Після цього він військами своєї армії поступово взяв в облогу міста Торгау, Віттенберг, Магдебург і Гамбург (див. Війна Шостої коаліції).
Іменним найвищим указом від 29 грудня 1813 року (10 січня 1814) генерал від кавалерії, барон Левін-Август-Готліб Беннігсен був піднесений до графського достоїнства. Після укладення Паризького миру нагороджений орденом Св. Георгія 1-го ступеня.
Після повернення в Росію призначений головнокомандувачем 2-ї армії, розквартированої в Південно-Західному краї зі штаб-квартирою в Тульчині. За час його командування армією сильно підупала дисципліна, в інтендантській частині сталися великі зловживання. Положення Беннігсена ускладнилося і вкрай негативним відгуком про нього імператорського флігель-ад'ютанта Кисельова, направленого для ревізії справ у 2-й армії. Після цього 3 травня 1818 року Олександр I «погодився на звільнення» Беннігсена, і той отримав дозвіл виїхати в Ганновер. Останні роки провів у своєму ганноверском маєтку Бантельн, сильно хворів і до кінця життя осліп.

## Родина

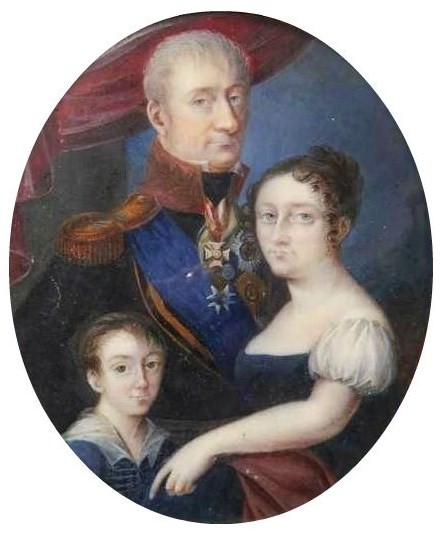
Беннігсен із сім'єю

Леонтій Беннігсен мав 8 дітей від чотирьох шлюбів.
- дружина — Фредеріка фон-Штейнберг[10] (пом. 1773)
- дружина — Елізабет Мейєр (Мюллер)[10] (пом. 1776). Їхній син:
  - Адам (Адам Іоган Казимир) Леонтійович[11] (1776—1816), генерал-майор.
- дружина — Амалі фон-Швіхельт (пом. 1789)
- дружина — Марія-Леонарда (або Катерина) Фадеївна Буттовт-Андржейкович (1775—1858)
- Олександр Левін фон Беннігсен (1809—1893)

## Твори
- (рос.)Записки графа Л. Л. Беннигсена о войне с Наполеоном 1807, СПб., 1900.
- Memoires de gen. Bennigsen, t. 1-3, Paris, 1907.
- (рос.)Беннигсен Л.-А. Г. Извлечения из мемуаров графа Бенигсена // Цареубийство 11 марта 1801 года. Записки участников и современников. — Изд. 2-е. — Спб.: А. С. Суворин, 1908. — С. 135—156. [Архівовано 18 жовтня 2018 у Wayback Machine.]
- (рос.)«Письма о войне 1812 г.», Киев, 1912.
- (рос.)Беннигсен Л. Л. Список о службе генерала от кавалерии графа Беннигсена. Июля 19-го дня 1816 года / Собщ. К. А. Б. Л. Р. // Русский архив, 1874. — Кн. 1. — Вып. 2. — Стб. 826—832. [Архівовано 29 вересня 2018 у Wayback Machine.]

## Пам'ять
У 2012 р. Центральним банком Російської Федерації була випущена монета (2 рубля, сталь із нікелевим гальванічним покриттям) із серії «Полководці й герої Вітчизняної війни 1812 року» із зображенням на реверсі портрета генерала від кавалерії Л. Л. Беннігсена.